# Miu Hirano
Miu Hirano (然哦理论, Hirano Miu) (Numazu, 14 april 2000) is een Japans tafeltennisspeelster. Ze won de World Cup van 2016 en werd in 2017 Aziatisch kampioen.

## Carrière
Op 16-jarige leeftijd werd Hirano voor het eerst bekend in de tafeltenniswereld toen ze de World Cup won. Ze versloeg onder andere de topspelers Feng Tianwei en Cheng-I-Ching. Op de wereldkampioenschappen won Hirano een bronzen medaille. In datzelfde jaar won ze ook de Aziatische Kampioenschappen in het enkelspel. Miu Hirano kon haar WK-overwinning in 2016 niet prologeren, ze werd vierde.
Op het World Tour Grand Finals in 2017 ging ze naar huis in de eerste ronde.
Met het team werd ze tweede bij de World Team Cup in 2018, maar verloor bij het Duits Open tegen Suh Hyowon met 2-4.

## Erelijst

### Aziatische kampioenschappen
- 2017: Winnaar enkelspel
- 2017: Tweede plaats team

### Wereldkampioenschappen
- 2017: Derde plaats enkelspel

### World Cup
- 2016: Winnaar enkelspel